# میار الغیطی
مَیار محمّد الغِیطی (۷ ژوئن ۱۹۹۲) بازیگر مصری است. بازیگری را از کودکی در ۵ سالگی در سریال الحصیده در سال ۱۹۹۷ آغاز کرد. در سال ۲۰۰۸ با فیلم «کاپیتان هیما» با هنرمندی تامر حسنی به هنرپیشه حرفه‌ای تبدیل شد و در همان سال سریال‌های «قلب مرده» و «ادهم الشرقاوی» را ارائه کرد که از این طریق برنده جایزهٔ بهترین چهره در حال ظهور شد. پیشتر در سال ۲۰۰۳ در سریال «لبهٔ چاقو» نقش آفریده بود.

## زندگی و پیشه
میار الغیطی در ۷ ژوئن ۱۹۹۲ در قاهره به دنیا آمد. او دختر بزرگ محمد الغیطی فیلمنامه‌نویس و مادرش منی بارومه شخصیت رسانه‌ای است. خواهرش می الغیطی زادهٔ ۱۹۹۸ نیز بازیگر است. اولین حضور او در دنیای بازیگری در سریال الحصیده در سال ۱۹۹۷ بود که در آن زمان کودکی ۵ ساله بود. از کودکی عاشق بازیگری بود، اما پدرش اصرار داشت که تا پایان تحصیل از این عرصه دوری کند. او در دانشکدهٔ ارتباطات جمعی در دانشگاه کانادایی الاهرام ثبت نام کرد و سعی کرد تحصیلات خود را با استعداد بازیگری خود هماهنگ کند. او همچنین در سال ۲۰۰۲ در سریال «ذبح‌کننده» (به عربی: البشكار) و در ۲۰۰۳ در ۱۱ سالگی با هدی سلطان، عبله کامل و هشام در سریال «حد السکین» شرکت کرد.
اولین حضور هنری او در فیلم «کاپیتان هیما» (به عربی: كابتن هيما) با تامر حسنی و طلعت زکریا به کارگردانی نصر محروس در سال ۲۰۰۸ بود. در همان سال در سریال‌های «روزها» (به عربی: أيام)، «وحشت و عشق» (به عربی: الرعب والحب)، «دختر این زمان» (به عربی: بنت من الزمن ده)، «ادهم الشرقاوی» (به عربی: أدهم الشرقاوي) و «قلب مرده» (به عربی: قلب ميت) شرکت کرد.در سال ۲۰۰۹ در نمایش «چاقو و سیب (زنان و خون)» (به عربی: سكين وتفاحة (نساء ودماء))، سریال «فرار از غرب» (به عربی: الهروب من الغرب) و سریال کمدی «سیت کوم-حرمت یا بابا» شرکت کرد. در سال ۲۰۱۰ در قسمت دوم کمدی «حرمت یا بابا»، فیلم «هر سه روی آن کار می‌کنند» (به عربی: الثلاثة يشتغلونها) و فیلم «زندگی در لحظه» (به عربی: عايشين اللحظة) شرکت کرد. در سال ۲۰۱۱ در دو سریال «خیابان‌های پشتی» (به عربی: الشوارع الخلفية) و «لحظهٔ میلاد» (به عربی: لحظة ميلاد) و نمایش «گل سرخ باغ‌ها» (به عربی: ورد الجناين) شرکت کرد.
او در سال ۲۰۱۲ به عنوان مجری در برنامهٔ «ملکهٔ طبخ» (به عربی: ملكة المطبخ) شرکت کرد. در سریال ما با سوءنیت (به عربی: مع سبق الإصرار) به همراه غاده عبدالرزاق، ماجد المصری و طارق لطفی به کارگردانی محمد سامی شرکت کرد. در ابتدای سال ۲۰۱۳ در فیلم «فوریهٔ سیاه» (به عربی: فبراير الأسود) به همراه خالد صالح و احمد ظاهر به کارگردانی محمد امین شرکت کرد. در همان سال در سریال «آدم و جمیله» (به عربی: آدم وجميلة) و نمایش «بدر البدور و البیر المسحور» بدر البدور والبير المسحور نقش آفرید. در سال ۲۰۱۴ در سریال «سرایا عابدین»، سریال و فیلم «یک صعیدی» (به عربی: واحد صعيدي) ظاهر شد.سپس در سال ۲۰۱۵ در سریال‌های «وِش تانی» و «یک مرد می‌خواهم» شرکت کرد. در سال ۲۰۱۶ در سریال «گرند هتل» و «جراب حواء» و نمایش «عشق در بالا» (به عربی: حب على نضافة) شرکت کرد. در سال ۲۰۱۷، او در قسمت سوم «داستان دختران» و سریال‌های «نُه پسران» و «السرایا» ظاهر شد. در ۲۰۱۸، در سریال‌های «درهای شک» (به عربی: أبواب الشك) و «دیوای مرده را رها کنید» (به عربی: طلعت روحي) شرکت کرد. او در سال ۲۰۱۹ در سریال‌های «پادشاهی کولیان» و «سوپر میرو» شرکت کرد. در سال ۲۰۲۲ در سریال «جزیرهٔ غمام» و فیلم «در ۲ طلعت حرب اتفاق افتاد» (به عربی: حدث في 2 طلعت حرب) ظاهر شد و آخرین کارهایش در سال ۲۰۲۴ سریال «شکار عقرب‌ها» (به عربی: صيد العقارب) و «اتفاقی» (به عربی: صدفة) در فصل درام رمضان بود.
در سال ۲۰۲۵ در سریال «جنایت نیمه شب» (به عربی: جريمة منتصف الليل) در نقش ميسون ظاهر شد.

## زندگی شخصی
میار الغیطی جشن نامزدی خود را با شریف العالمی در ژوئیه ۲۰۱۹ اعلام کرد.او در ۲۹ نوامبر ۲۰۲۰ ازدواج خود را اعلام کرد. مراسم ازدواج با حضور خانواده، دوستان نزدیک و تعدادی از ستارگان هنر برگزار شد. میار جزئیات زیادی از زندگی زناشویی خود را فاش نکرد و ترجیح می‌دهد حریم خصوصی خود را به دور از توجهات حفظ کند. در نوامبر ۲۰۲۴، او تولد اولین دخترش را اعلام کرد.